# Juliska alperna
Juliska alperna (även Julianska alperna) (slovenska: Julijske Alpe, italienska: Alpi Giulie)  är en bergskedja i Östalperna, en del av Alperna som även bland annat inkluderar Dolomiterna. Juliska alperna sträcker sig från nordöstra Italien till Slovenien, där de höjer sig till 2 864 meters höjd vid berget Triglav i Slovenien. En stor del av de juliska alperna ingår i Triglavs nationalpark.
Juliska alperna är huvudsakligen av kalksten.
Bergskedjan har fått sitt namn från Julius Caesar, som grundade municipiet Forum Iulii, nuvarande Cividale del Friuli, vid alpernas fot. Bergskedjan har i sin tur givit namn till området Juliska Venedig (Venezia Giulia).

## Toppar
Några av bergskedjans toppar är:
- Triglav, 2 864 m
- Jôf di Montasio/Montaž; 2 754 m
- Škrlatica 2 740 m
- Mangart 2 679 m
- Jôf Fuart/Viš 2 666 m
- Visoki Rokav 2 646 m
- Jalovec 2 645 m
- Veliki Oltar 2 621 m
- Razor 2 601 m
- Kanin 2 587 m
- Kanjavec 2 568 m

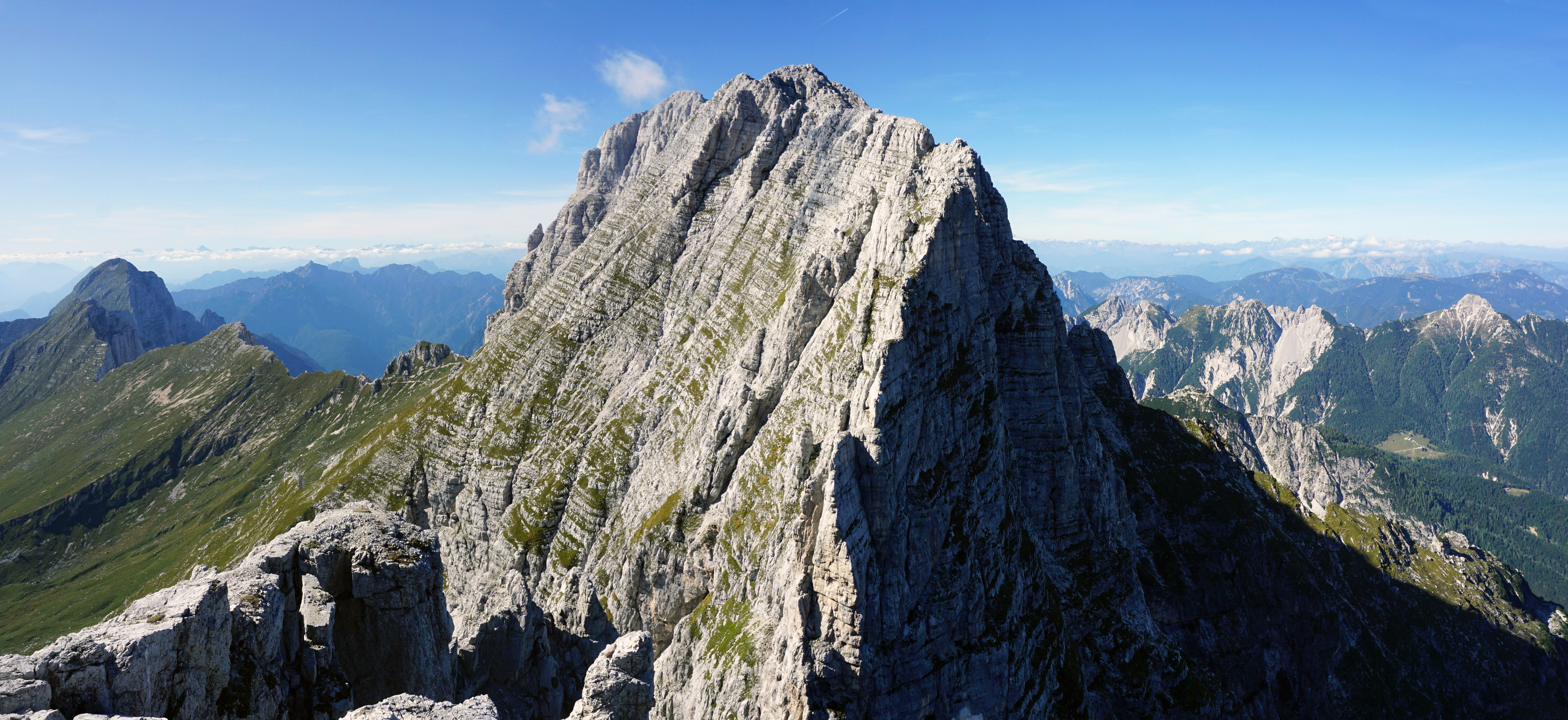
Jôf di Montasio/Montaž från Cima di Terrarossa.

- Prisojnik (även kallad Prisank) 2 546 m
- Prestreljenik 2 500 m
- Špik 2 472 m
- Tošc 2 275 m
- Krn 2 244 m

## Galleri

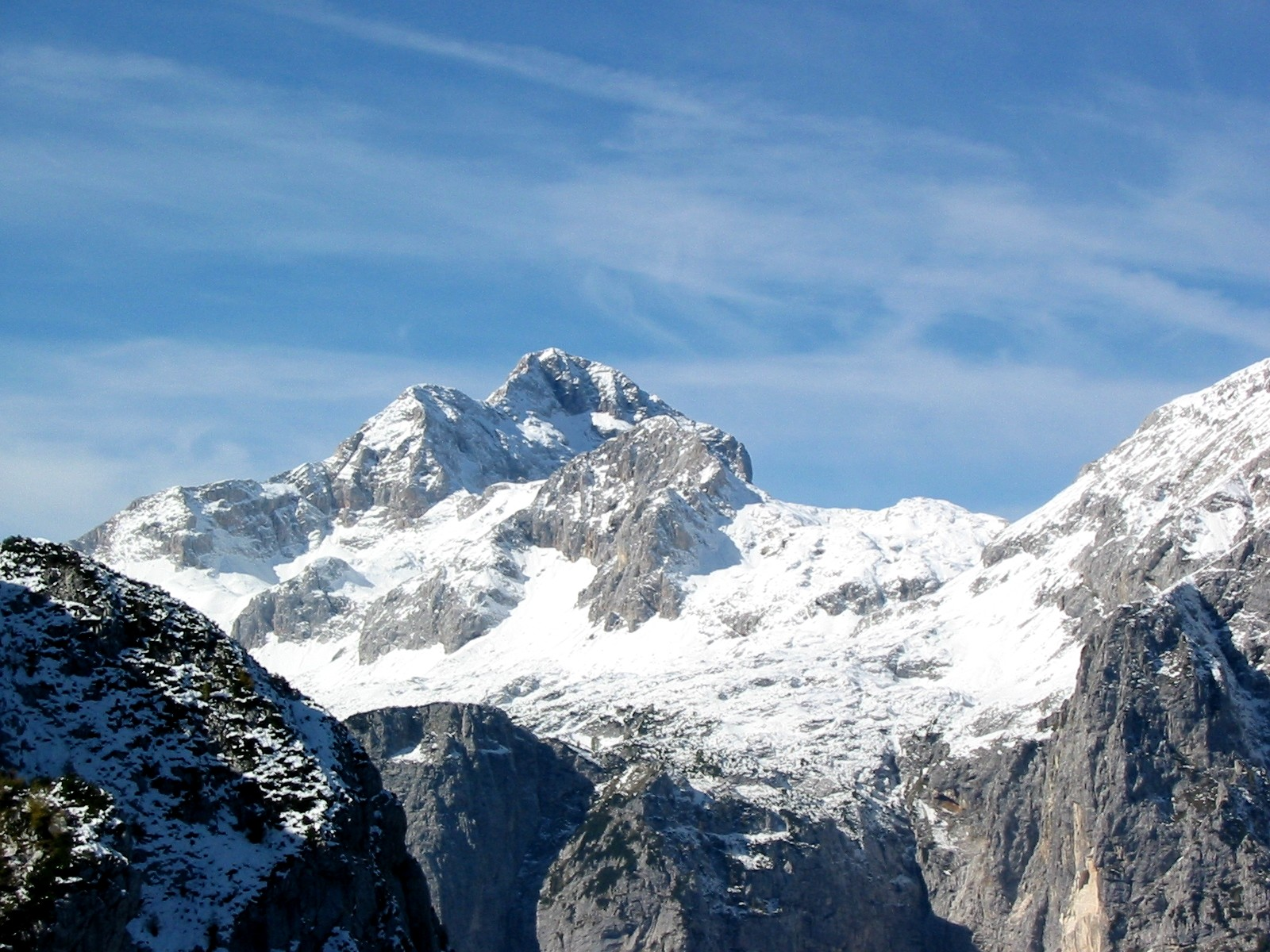
Triglav.
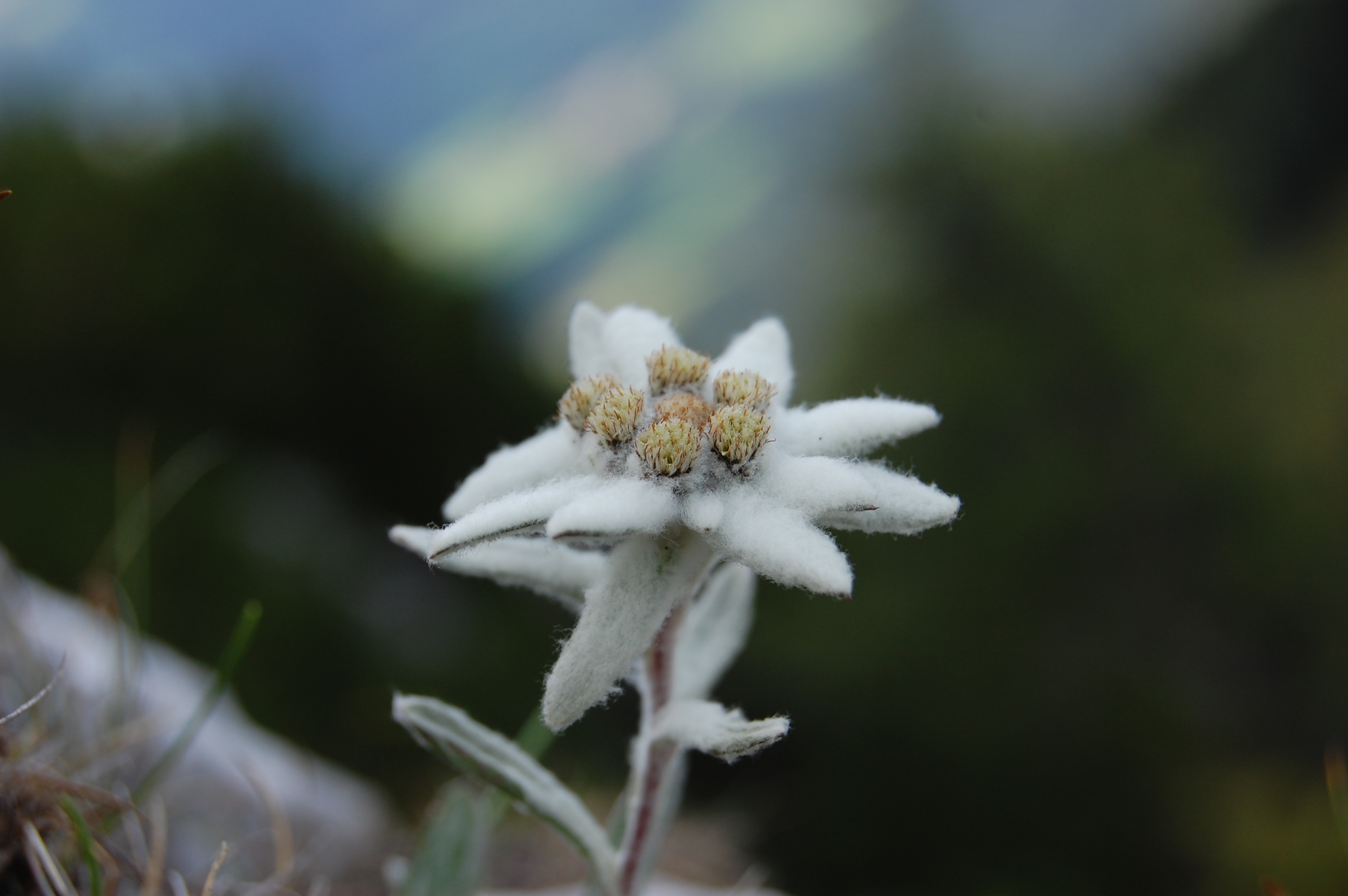
Edelweiss, Juliska alperna, Slovenien.
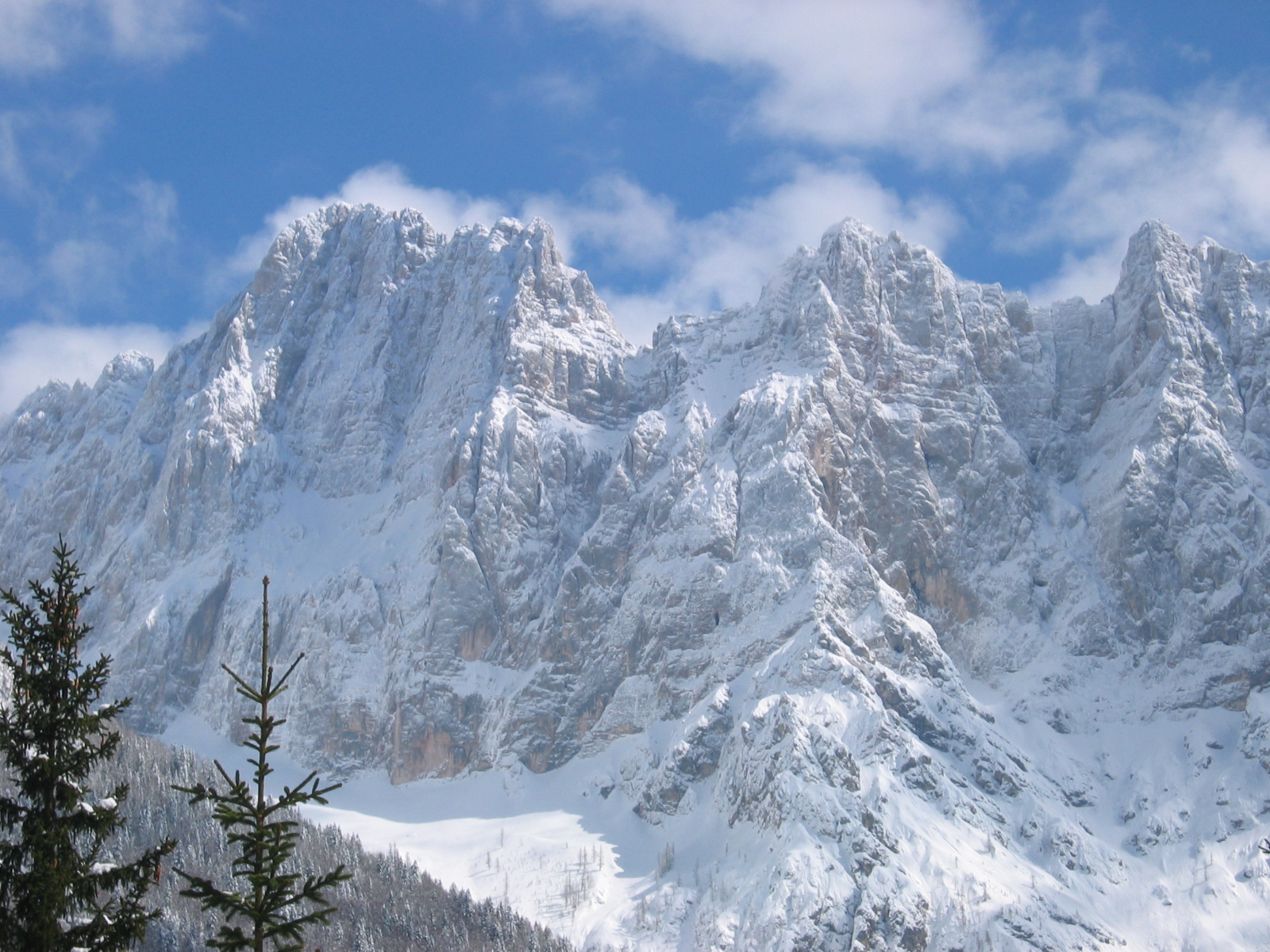
Škrlatica har fått sitt namn av alpglöden ("scharlakansfärg") på västväggen efter solnedgången.
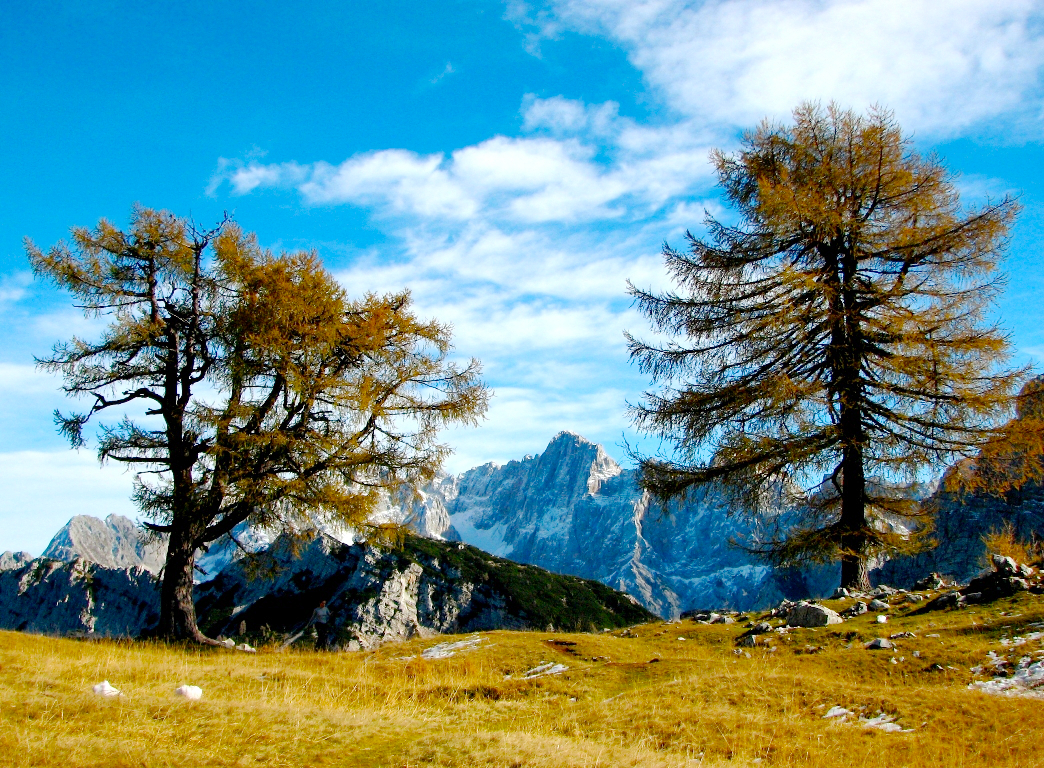
Uråldriga lärkträd i höstkrud på kammen Sleme.
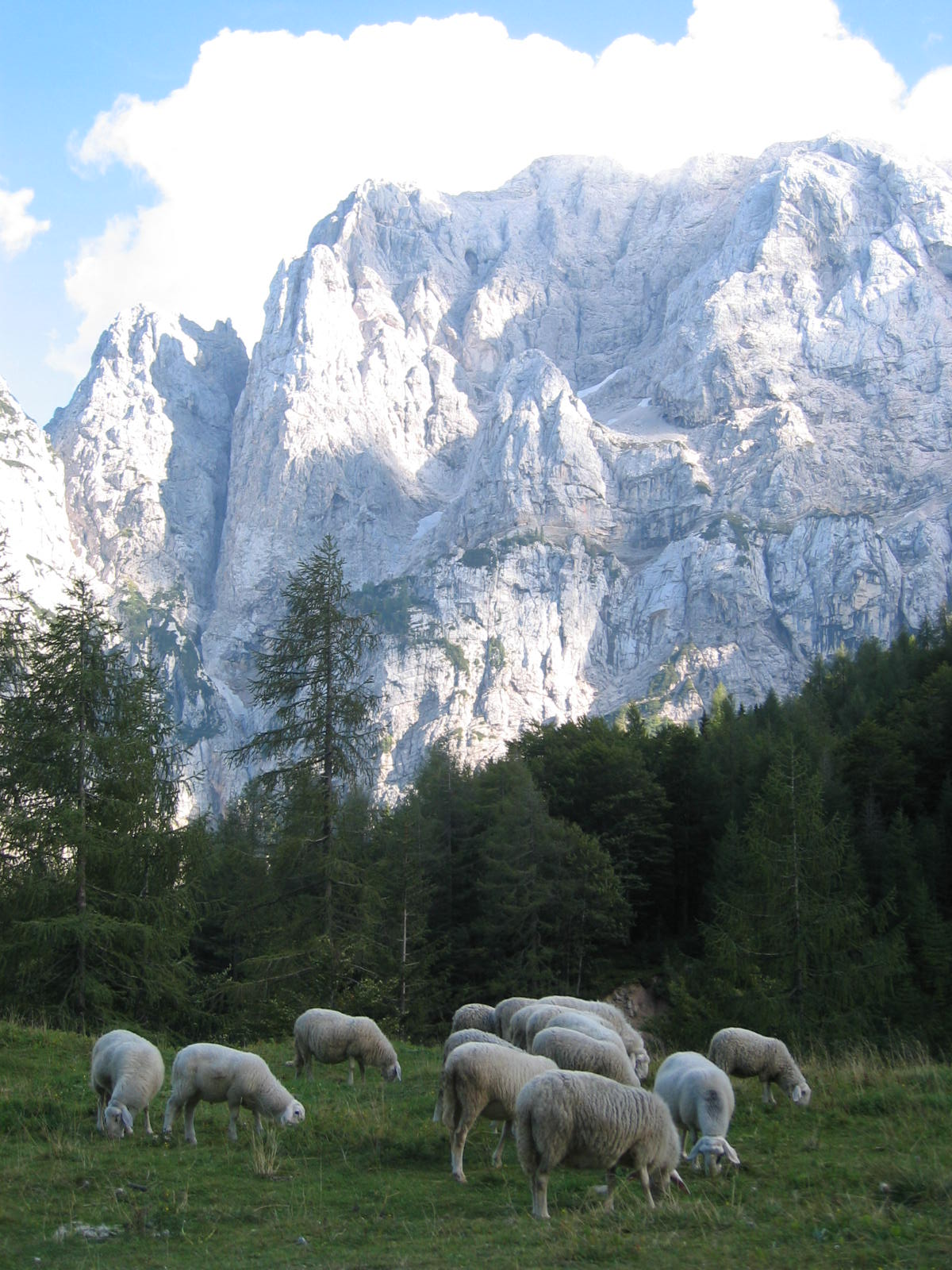
Prisojnik.
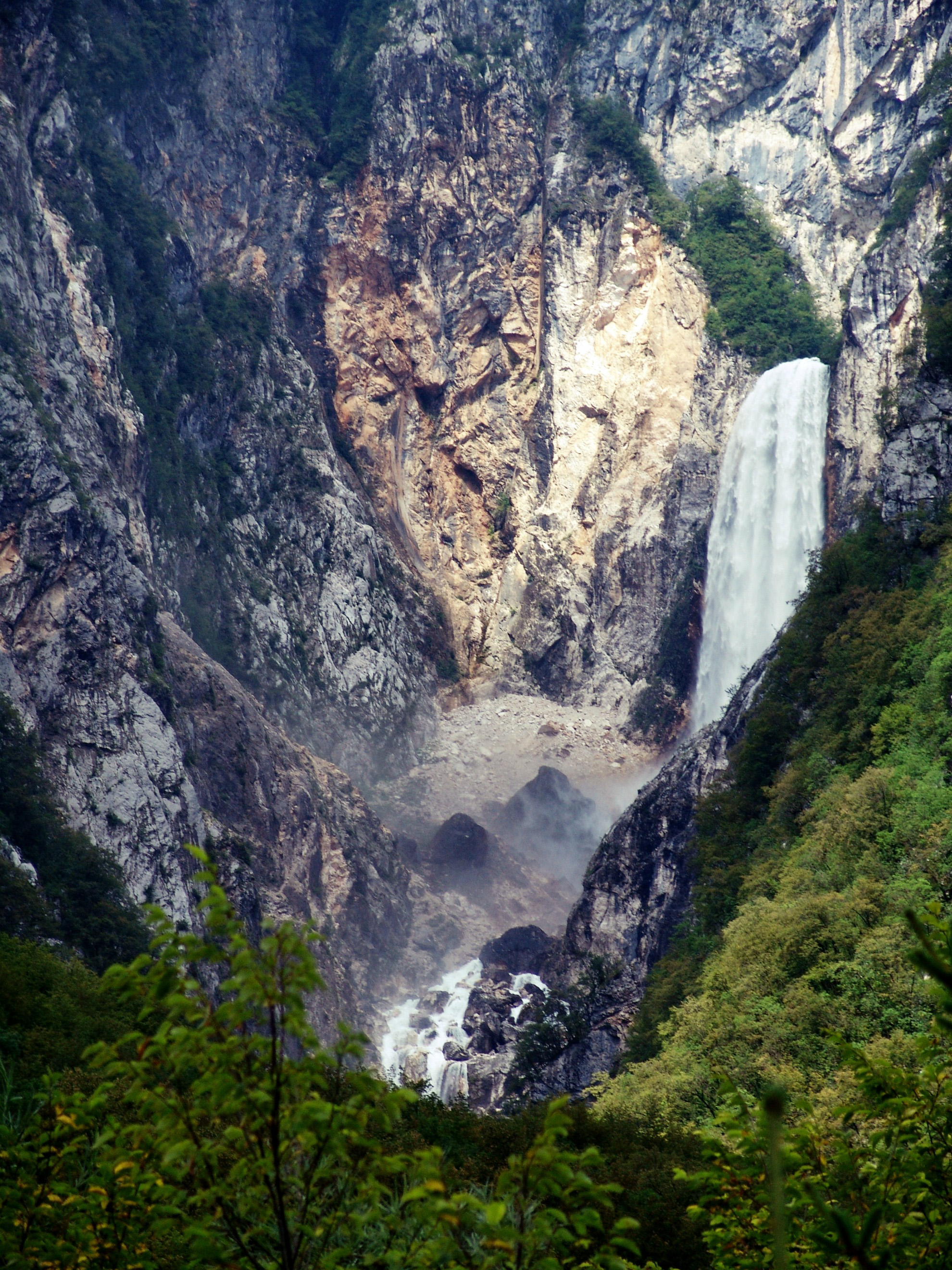
Vattenfallet Boka har en vattenföring som kan överstiga 100 ton/s och störtar nästan 150 m (106 m i första tröskeln) ned i en dal nära Bovec, i nordvästra Slovenien.
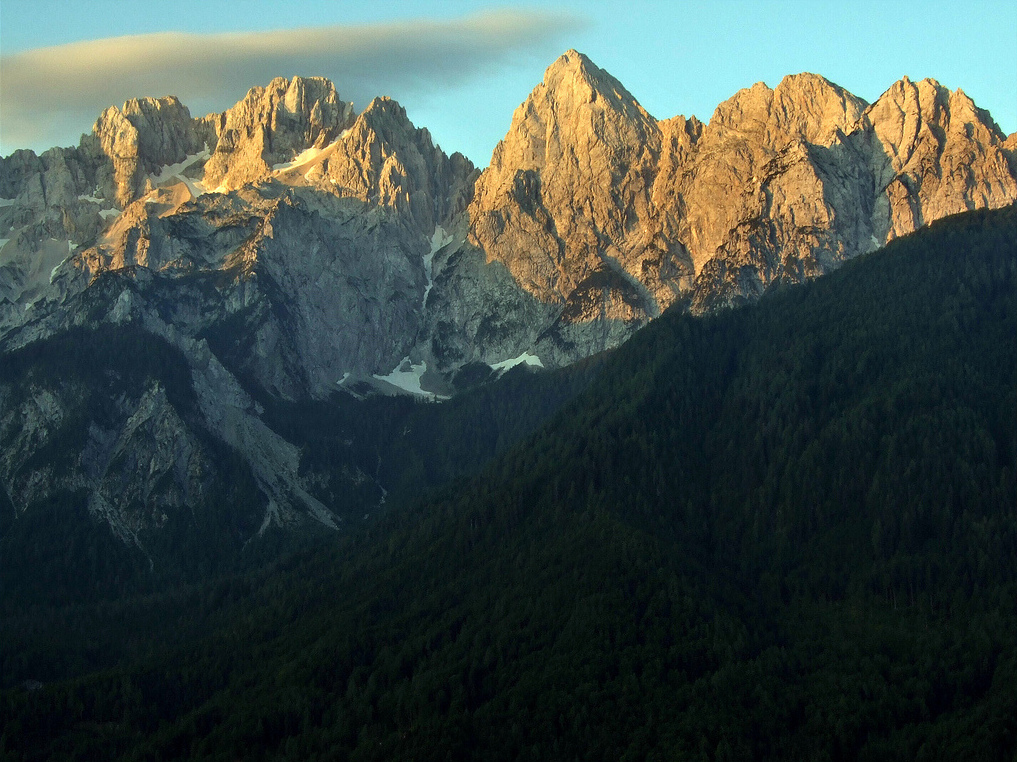
Špik i Martuljek-massivet nära Kranjska Gora, Slovenien.